# Plattenbau

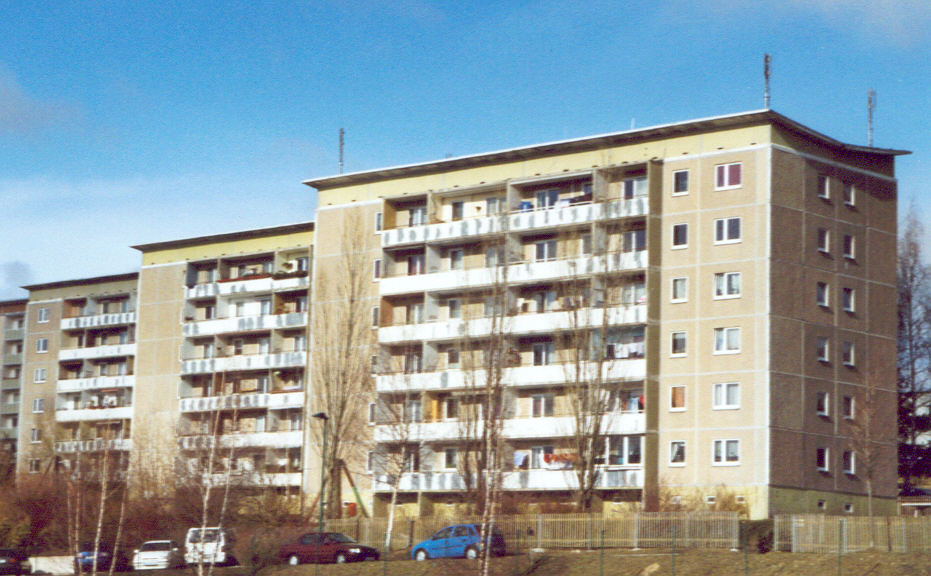
Standaard DDR-woonblok van zes verdiepingen (type WBS 70/6)

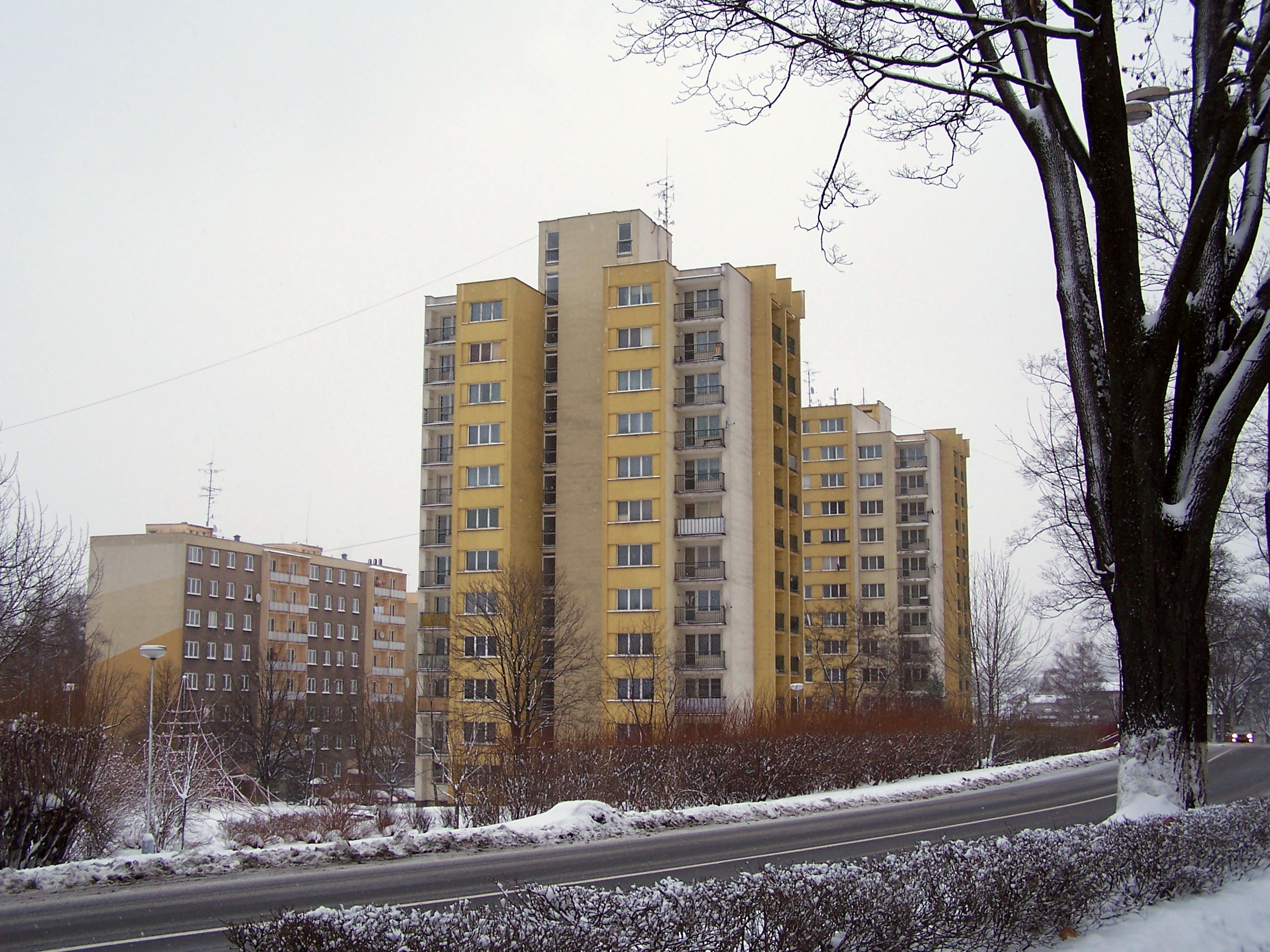
Panelák in de Tsjechische stad Český Těšín

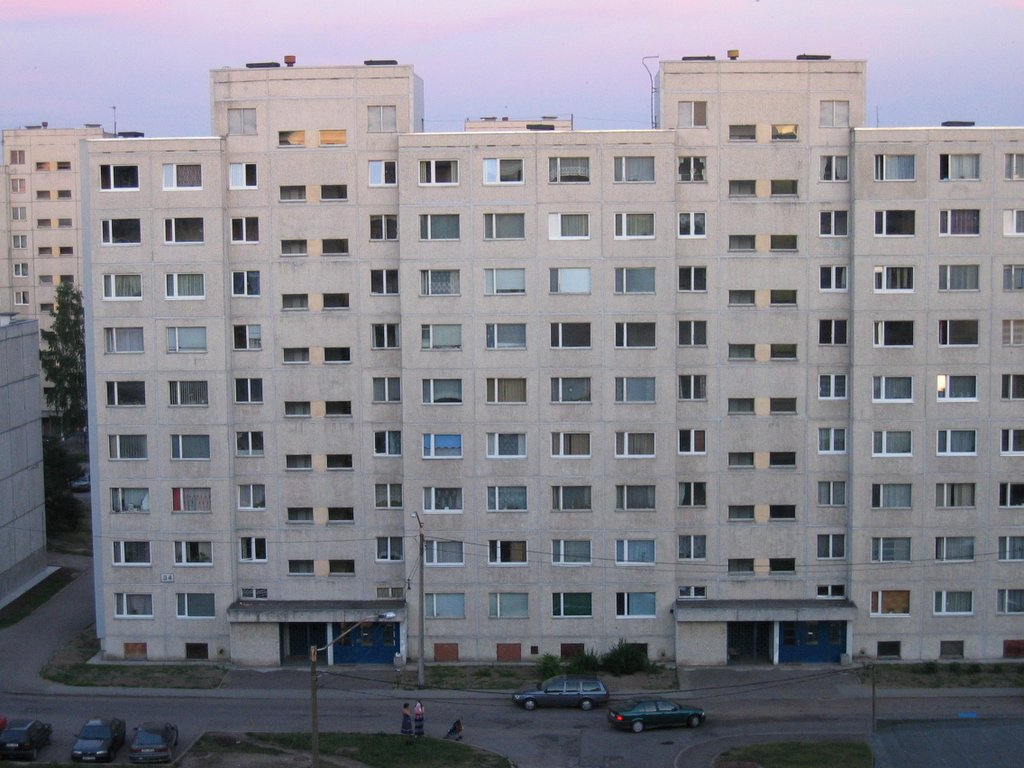
Paneelmaja in Lasnamäe, Tallinn, Estland

Onder Plattenbau wordt de seriematige constructiewijze verstaan waarbij flats worden gebouwd door brede platen van geprefabriceerd beton van een verdieping hoog in elkaar te 'klikken'. De eerste vormen werden in Duitsland geïntroduceerd door architect Martin Wagner bij de bouw van de wijk Berlin-Friedrichsfelde tussen 1926 en 1930, hierbij geïnspireerd door de Amsterdamse buurt Betondorp een paar jaar eerder. De eerste toepassing vormde echter de tuinstad Forest Hills Gardens in het New Yorkse stadsdeel Queens in 1910.
Deze flats worden in het Duits 'Plattenbauten' genoemd. Hoewel ook in andere landen toegepast is deze bouwwijze voornamelijk bekend uit de voormalige DDR. Er zijn diverse standaardtypes Plattenbauten; het meest gebouwd in de DDR is het type WBS 70/11 (Wohnungsbauserie 70 met 11 verdiepingen) met in totaal 900.000 woningen.
Het belangrijkste voorbeeld van Plattenbau in de voormalige DDR is Hoyerswerda-Neustadt dat in 1955 werd gebouwd voor arbeiders in de bruinkoolmijnen. Anno 2005 staan veel van dit soort flatgebouwen in Duitsland half of bijna helemaal leeg en worden ze in sommige steden ook afgebroken. Door deze leegstand en ook door hun grijze eentonigheid worden ze als toonbeeld gezien van de sociale problemen van de Oost-Duitse steden.
De naam Plattenbau verwijst primair naar de gebouwen in de voormalige DDR. Ook in andere communistische landen werden flats van dit type gebouwd. Zo heb je in Tsjechië en Slowakije de Panelák, in Polen de Wielka płyta, in Kroatië de stambeni blok en in Rusland de Крупнопанельное домостроение (kroepnopanelnoje domostrojenieje; "grootpaneelhuizenbouw").
In Nederland is deze vorm van flatbouw regelmatig toegepast in het Rijnmondgebied, maar ook op andere plaatsen. De firma Muys en de Winter (MuWi) bouwde in de jaren 60 en begin jaren 70 flats in Schiedam Groenoord, Vlaardingen Holy, Maassluis West en in Rotterdam onder andere de wijk 110-Morgen. Op een klassiek gegoten begane grond werden deze flats in snel tempo uit kant-en-klaar onderdelen opgebouwd. Zelfs de machinekamer van de lift werd bijna bedrijfsvaardig geplaatst. De huizen kenmerkten zich door veel ruimte, maar ook door gehorigheid. De meeste flats zijn ondertussen gerenoveerd.